# 黃明和
黃明和（1940年3月1日—），臺灣醫師及政治人物，為秀傳醫療體系創辦人。曾任無黨籍第一屆第五與六次增額立法委員及、中國國民黨籍第四屆立法委員、馬英九政府時期總統府國策顧問。
2010年與女兒黃靖媛、黃意婷美等秀傳高層利用私設人頭公司買進藥品，再轉賣給秀傳體系醫院，賺得暴利新台幣8.2億。2014年被揭露後，黃明和被法院以新台幣100萬交保。彰化地檢署考量黃明和等人承認犯罪事實不諱、4人均無前科、2010年間到2013年間黃家3人陸續捐贈秀傳醫院1.59億多元、犯罪動機亦非罪大惡極，認為4人已有所反省，因此於2015年7月6日偵結予以緩起訴處分。

## 家族
- 父親：黃秀傳，曾任線西鄉鄉長。
- 岳父：陳錫卿，為彰化縣第一至三屆民選縣長。

## 荣誉
中华民国勋章奖章
- 三等景星勋章（2011年9月26日于台北总统府颁授[3]）